# Leicester, Vermont
Leicester är en kommun (town)  i Addison County i delstaten Vermont, USA. Vid folkräkningen år 2000 bodde 974 personer på orten. Den har enligt United States Census Bureau en area på totalt 57 km², varav 1,8 km² är vatten. 